# Jean Victor Allard
Jean Victor Allard CC, CBE,  GOQ, DSO, ED, CD, kanadski general in vojaški ataše, * 12. junij 1913, † 1996.
Med letoma 1966 in 1969 je bil načelnik Obrambnega štaba Kanade.